# 더 챌린지 (2023년 영화)
"더 챌린지"(러시아어: Вызов)는 2023년 개봉한 러시아의 우주 드라마 영화이다. 인류사상 지구 밖 우주에서 촬영된 최초의 장편 픽션 영화이다.
2021년 10월 5일, 감독 클림 쉬펜코와 배우 율리야 페레실트가 우주비행사 안톤 쉬카플레로프와 함께 소유스 MS-19에 탑승했다. 우주선은 한국시(KST) 16시 55분 바이코누르 우주 기지에서 출발하여 약 3.5시간 비행 후 국제우주정거장에 도착했다. 국제우주정거장에서 영화의 35분~40분 정도 분량을 촬영한 후, 클림과 율리야는 2021년 10월 12일 소유스 MS-18를 타고 지구로 귀환했다.